# 陶山村
陶山村（すやまそん）は、岡山県小田郡にあった村。現在の笠岡市の一部にあたる。

## 地理
用之江川に注ぐ有田川の上流域に位置していた。

## 歴史
- 1889年（明治22年）6月1日、町村制の施行により、小田郡押撫村、有田村、篠坂村、入田村が合併して村制施行し、陶山村が発足[1][2]。旧村名を継承した押撫、有田、篠坂、入田の4大字を編成[2]。
- 1953年（昭和28年）10月1日、笠岡市に編入され廃止[1][2]。編入後、笠岡市大字押撫・有田・篠坂・入田となる[2]。

## 産業
- 農業[3]